# Павлик Василь Остапович
Василь Остапович Павлик (11 вересня 1938, село Поділля, тепер Заліщицького району Тернопільської області — 6 квітня 2016, місто Івано-Франківськ) — український діяч, голова виконавчого комітету Івано-Франківської обласної ради народних депутатів (1990—1991 рр.), Представник Президента України в Івано-Франківській області (1992—1995 рр.). Кандидат економічних наук (1990), доцент (1993).

## Життєпис
У 1956—1961 роках — студент лісо-інженерного факультету Львівського лісотехнічного інституту. У 1961 році закінчив Львівський лісотехнічний інститут та здобув кваліфікацію «інженер-технолог».
З вересня 1961 року працював змінним майстром, інженером-технологом, начальником відділу праці і заробітної плати, начальником виробничо-технічного відділу Прикарпатського меблевого комбінату Станіславської (Івано-Франківської) області. Член КПРС.
У 1963—1967 роках — студент факультету промислової електроніки Київського політехнічного інституту. У 1967 році без відриву від виробництва закінчив Київський політехнічний інститут та здобув кваліфікацію «інженер електронної техніки».
У 1973 — листопаді 1988 року — начальник виробничо-технічного відділу по меблях, заступник генерального директора, головний інженер виробничого лісозаготівельного об'єднання «Прикарпатліс» Івано-Франківської області.
У листопаді 1988 — квітні 1990 року — директор Івано-Франківської меблевої фабрики імені Богдана Хмельницького.
У 1990 році захистив кандидатську дисертацію «Ефективність розвитку лісопромислового комплексу в умовах інтенсифікації».
У квітні — жовтні 1990 року — 1-й заступник голови виконавчого комітету Івано-Франківської обласної ради народних депутатів.
17 жовтня 1990 — січні 1991 року — голова виконавчого комітету Івано-Франківської обласної ради народних депутатів. У січні 1991 — березні 1992 року — 1-й заступник голови виконавчого комітету Івано-Франківської обласної ради народних депутатів.
20 березня 1992 — 27 лютого 1995 року — Представник Президента України в Івано-Франківській області.
У травні 1995 — вересні 1997 року — науковий консультант Івано-Франківської філії АСК «Дністер».
З вересня 1997 року — генеральний директор обласного дочірнього підприємства «Івано-Франківськтурист». У 2002 — червні 2004 року — голова правління ЗАТ «Івано-Франківськтурист».
Потім — на пенсії.

## Звання
- державний службовець 1-го рангу (.04.1994)

## Нагороди
- орден Дружби народів  (1981)
- орден Трудового Червоного Прапора (1986)
- почесний працівник туризму України (2003)